# Trilobitoïdeus
Els trilobitoïdeus (Trilobitoidea) foren artròpodes del període Cambrià. Juntament amb els trilobits formarien part del subembrancament dels trilobitomorfs, en una classificació inicial. Actualment són totalment extints, sense cap mena de descendència evolutiva coneguda, i només els podem trobar en estat fòssil. Alguns dels seus espècimens són les marelles, Marella splendens, i el gènere Sidneyia.
Ha existit controvèrsia en la seva classificació. En un primer moment se'ls va considerar una classe; però la diversitat morfològica de les seves espècies i el fet que no semblen tenir un parentiu proper als trilobits o entre elles mateixes, ha comportat que actualment se'ls classifiqui en subfilums independents dins dels artròpodes.